# Saigū no nyōgo
Saigū no nyōgo (jap. 斎宮女御 Saigū no nyōgo; ur. 929, zm. 985) – japońska poetka, tworząca w okresie Heian. Zaliczana do Trzydziestu Sześciu Mistrzyń Poezji i Trzydziestu Sześciu Mistrzów Poezji.
Była jedną z młodszych żon cesarza Murakamiego. Córka księcia Shigeakiry, ze strony matki (Kanshi) wnuczka Fujiwary no Tadahiry. W latach 946–953 pełniła funkcję dziewicy świątynnej (saigū) w Ise Jingū. 
Osoba o szerokich zainteresowaniach artystycznych, była znana również z kaligrafii i muzyki. Prowadziła znany salon literacki i organizowała konkursy poetyckie. 41 utworów jej autorstwa opublikowanych zostało w cesarskich antologiach poezji.